# Соколов, Сергей Николаевич (Герой Советского Союза)
Серге́й Никола́евич Соколо́в (1913—1983) — советский военный лётчик и военачальник, генерал-лейтенант авиации, участник Великой Отечественной войны. Герой Советского Союза (1944).

## Биография
Сергей Соколов родился 12 октября 1913 года в Казани. Русский. Работал слесарем. Окончил два курса Казанского авиационного института. В 1935 году Соколов был призван на службу в Рабоче-крестьянскую Красную Армию. В 1937 году он окончил Оренбургскую военную авиационную школу лётчиков. Участвовал в боях советско-финской войны. Поступил в Военно-воздушную академию, однако успел проучиться там всего один курс. С июля 1941 года — на фронтах Великой Отечественной войны.
К июлю 1944 года гвардии подполковник Сергей Соколов был заместителем по политчасти командира 3-го гвардейского авиаполка 2-й гвардейской авиадивизии (2-й гвардейский авиационный корпус авиации дальнего действия)АДД СССР. К тому времени он совершил 197 боевых вылетов на бомбардировку важных объектов противника в его глубоком тылу.
Указом Президиума Верховного Совета СССР от 19 августа 1944 года за «мужество и героизм, проявленные в боях» гвардии подполковник Сергей Соколов был удостоен высокого звания Героя Советского Союза с вручением ордена Ленина и медали «Золотая Звезда» за номером 5096.
После окончания войны Соколов продолжил службу в Советской Армии. В 1948 году он окончил Военно-воздушную академию, в 1955 году — Военную академию Генерального штаба. В 1974 году в звании генерал-лейтенанта Соколов был уволен в отставку. 

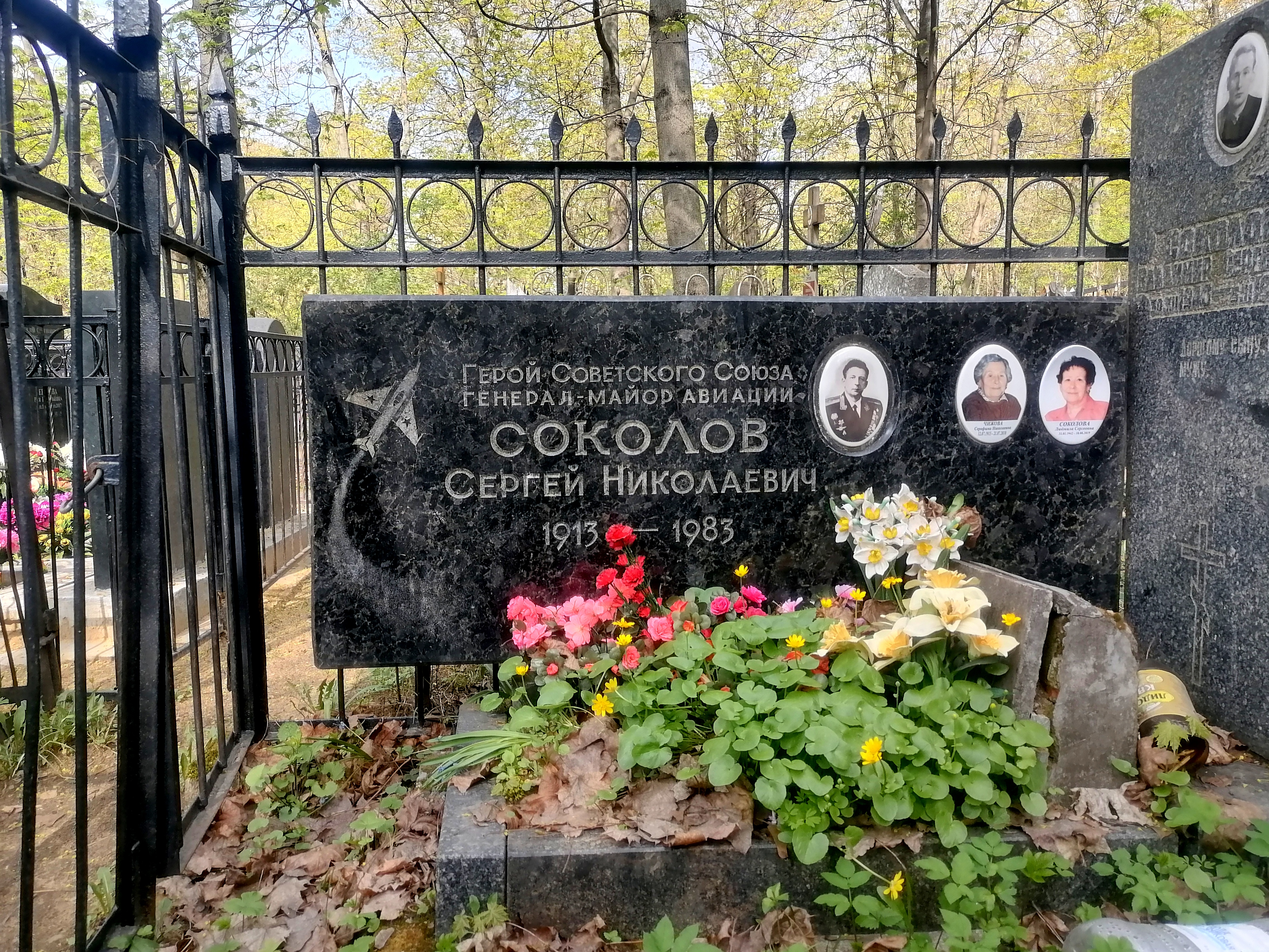
Могила на Ваганьковском кладбище

Проживал в Москве. Скончался 21 августа 1983 года, похоронен на Ваганьковском кладбище Москвы (43 уч.).
Кандидат военных наук. Был награждён двумя орденами Ленина, тремя орденами Красного Знамени, орденами Александра Невского, Отечественной войны 1-й степени и Красной Звезды, рядом медалей.